# Berenika I. Egipatska
Berenika I. Egipatska (o. 340. pr. Kr. - između 279. – 268. pr. Kr.) bila je makedonska plemkinja i kraljica supruga drevnog Egipta, pripadnica dinastije Ptolemejevića.

## Životopis

### Obitelj
Berenika (grčki Βερενίκη) je bila kći plemića Magasa (Mάγας) i njegove žene, Antigone Makedonske. Bila je unuka Kasandra Starijeg, nećakinja Antipatra Makedonca te sestrična Euridike Egipatske i kralja Kasandra.

### Prvi brak
Godine 325. pr. Kr. Berenika se udala za plemića Filipa. Njihova su djeca bila:
- Magas od Cirenaike
- Antigona Epirska
- Teoksena od Sirakuze

Preko te je djece bila baka Berenike II., Olimpije II. Epirske i Teoksene Egipatske.

### Drugi brak
Nakon Filipove smrti, Berenika je otišla u Egipat sa svojom djecom te se tamo udala za Ptolemeja I. Sotera, prvog ptolemejskog faraona, koji je bio oženjen Berenikinom rođakinjom Euridikom.
Berenika i Ptolemej imali su nekoliko djece:
- Arsinoja II.
- Filotera
- Ptolemej II. Filadelf (faraon)

Preko njih je bila baka Ptolemeja III. Euergeta i Berenike Sire.